# Wrocławski Pułk Obrony Terytorialnej
Wrocławski Pułk Obrony Terytorialnej – oddział obrony terytorialnej ludowego Wojska Polskiego.
Wrocławski Pułk Obrony Terytorialnej został sformowany na podstawie rozkazu Ministra Obrony Narodowej Nr 010/OTK z dnia 6 maja 1963 roku i zarządzenia Szefa Sztabu Generalnego WP Nr 069/Org. z dnia 6 maja 1963 roku.
Jednostka została zorganizowana w terminie do dnia 30 maja 1963 roku, poza normą wojska, w garnizonie Świdnica, według etatu pułku OT kategorii „A”.
Na podstawie rozkazu Ministra Obrony Narodowej Nr 0101/Org. z dnia 25 sierpnia 1989 roku pułk został rozformowany w marcu 1990 roku.

## Struktura organizacyjna pułku
- dowództwo i sztab[3]
- 4-6 kompanii piechoty a. 3 plutony piechoty i pluton ckm
- kompania specjalna a. pluton saperów, pluton łączności i pluton chemiczny
- pluton zaopatrzenia